# Корінецьке
Коріне́цьке — село в Чернігівській області України, входить до складу Талалаївської селищної громади. За адміністративним поділом до липня 2020 року село входило в склад Талалаївського району, а після укрупнення районів входить до Прилуцького району. Розташоване на річці Коренецькій, лівій притоці річки Ромен, за 10 км від залізничної станції Талалаївки. Населення — 456 осіб, площа — 1,386 км².
Поблизу села збереглися кургани II—I тисячоліття до нашої ери.

## Історія
Перша писемна згадка про село належить до 1629 року. Село утворилося з поселення біля водяного млина, який належав у середині XVII століття мірошнику села Липового Тимошу Василевичу. Назву одержало від річки Коренецької. Місцевість славилася плантаціями тютюну. При дерев'яній Покровській церкві діяла школа. Корінецьке було вільним військовим селом і у 1654—1732 роках входило до Красноколядинської сотні Прилуцького полку. У 1666 році в селі було 15 господарств селян, з них 6 господарств «орали на 4-х волах» та 9 господарств — «на 2-х волах»; козаки не показані.
На початку XVIII століття красноколядинський сотник Марко Ангеліовський та Крупицький монастир скупили майже всі селянські угіддя. Усі придбані Ангеліовським землі були затверджені за ним у 1733 році універсалом гетьмана Данила Апостола. Після смерті Ангеліовського землі перейшли до його дочки Наталки, одруженої з військовим товаришем В. Купчинським.
У 1740 році було селян, записаних на царську казну, — 5 дворів (5 хат); підсусідків: Крупицького монастиря — 5 дворів (5 хат), військового товариша В. Купчинського — 7 бездворових хат і священника Кольчевського — 3 бездворові хати; козаків — 42 двори (45 хат).
У 1780 році — 3 двори (5 хат) селян «підданих Крупицького монастиря»; підсусідки: удови військового товариша Осипа Купчинського — 9 дворів (15 хат) та військового товариша Остапа Косяровського — 5 дворів (6 хат), священника Григорія Кольчевського — 3 двори (7 хат); 21 двір (60 хат) козаків. Діяла дерев'яна Покровська церква (перша церква збудована до 1666 року), при ній церковно-парафіяльна школа.
Після скасування полкового устрою село у 1782 році відійшло до Роменського повіту Чернігівського намісництва.
Є на мапі 1812 року.
У 1859 році у казеному та володарскому селі Коренецька (Коренецьке) була церква та 135 дворів де жило 1060 осіб (498 чоловічої та 562 жіночої статі).
У 1866 році — 135 дворів, 1 062 мешканця; за переписом 1897 року дворів 168, мешканців 1 186.

### У складі СРСР
Радянську владу було встановлено у січні 1918 року. У 1924 році відкрито початкову школу, хату-читальню. Комсомольську організацію створено в 1928 році, партійну — в 1947 році. З 1929 року діяв клуб. 1930 року організовано першу артіль «Спільна праця».
Після 1945 року приєднано хутори Романівка(Романів) та Саливонів (Саловоновка), Количевський
Під час німецько-радянської війни село з 13 вересня 1941 року по 13 вересня 1943 року в німецькій окупації і було повністю спалене. На фронтах війни воювали 210 мешканців села, з них 63 нагороджені орденами й медалями СРСР. 138 чоловік загинули. На братській могилі воїнів, що загинули в бою за відвоювання села, встановлено надгробний пам'ятник. У 1967 році відкрито пам'ятник воїнам-односельцям, що загинули під час війни.
5 лютого 1965 року указом Президії Верховної Ради Української РСР передано Корінецьку сільраду Роменського району до складу Бахмацького району Чернігівської області.
Станом на початок 1970-х років в селі було 214 дворів, мешкало 686 осіб. Розміщувалась садиба колгоспу «Україна», за яким було закріплено 2 390 га сільськогосподарських угідь, у тому числі 1 841 га орної землі. Господарство спеціалізувалося на вирощуванні нетелів, вирощувало цукровий буряк, зернові й технічні культури. На той час діяли восьмирічна школа, в якій навчалося 162 учні і працювало 13 вчителів, клуб, бібліотека (8 тисяч примірників), відділення зв'язку, фельдшерсько-акушерський пункт, ясла-садок і пологовий будинок.
Село на початку 1960-х рр. електрифіковано, радіофіковане. 1980 року до села прокладене шосе. Станом на 1988 рік в селі мешкало 513 жителів.

### У складі України
З 1991 року село у складі України. У 1996 році в селі було 17 дворів, мешкало 473 жителя.
До 2017 року було центром сільської ради.